# 長泉町消防本部
長泉町消防本部（ながいずみちょうしょうぼうほんぶ）は、静岡県駿東郡長泉町に存在した消防部局（消防本部）。管轄区域は長泉町全域。2016年4月に消防広域化に伴って富士山南東消防本部へ統合された。

## 概要
- 消防本部：駿東郡長泉町中土狩910番地の1
- 管内面積：26.63km2
- 職員数：52人
- 消防署1カ所

### 主力機械
2015年4月1日現在
- 水槽付消防ポンプ自動車：2
- 救助工作車：1
- 高規格救急車：3
- 指令車：1
- 広報車：1
- 作業車：1

## 沿革
- 1982年4月 長泉町消防本部・消防署を設置する。
- 1989年2月 新庁舎が竣工する。
- 2003年4月 沼津市・三島市・裾野市・長泉町・清水町の3市2町が共同で消防指令センターの運用を開始する。
- 2016年4月　消防広域化に伴って富士山南東消防本部へ統合された。

## 組織
- 本部 - 消防管理課（消防チーム、予防チーム）
- 消防署

## 消防署
| 消防署       | 住所             |
| ------------ | ---------------- |
| 長泉町消防署 | 中土狩910番地の1 |